# Colonia Ampliación Tepeyac
Colonia Ampliación Tepeyac är en ort i Mexiko.   Den ligger i kommunen Cuautla och delstaten Morelos, i den sydöstra delen av landet, 70 km söder om huvudstaden Mexico City. Colonia Ampliación Tepeyac ligger 1 344 meter över havet och antalet invånare är 337.
Terrängen runt Colonia Ampliación Tepeyac är platt åt sydväst, men åt nordost är den kuperad. Runt Colonia Ampliación Tepeyac är det ganska tätbefolkat, med 222 invånare per kvadratkilometer. Närmaste större samhälle är Cuautla Morelos, 1,9 km söder om Colonia Ampliación Tepeyac. Omgivningarna runt Colonia Ampliación Tepeyac är en mosaik av jordbruksmark och naturlig växtlighet.